# Legacy (Madball)
Legacy is het zesde album van Madball, uitgebracht in 2005 door Ferret Records en Roadrunner Records.

## Track listing
1. Adapt And Overcome – 1:53
2. Heavenhell – 3:02
3. Behind These Walls – 1:55
4. Legacy – 2:03
5. Timebomb – 2:44
6. Darkest Days – 1:48
7. The Crown – 2:19
8. War And Hate – 1:41
9. Until Then – 2:01
10. Final Round – 2:21
11. Damned – 2:22
12. For My Enemies – 1:52
13. 100% – 1:18
14. Hardcore Pride – 0:15
15. H.C. United – 3:26
16. Worldwide – 2:33